# Demuin British Cemetery
Demuin British Cemetery is een Britse militaire begraafplaats met gesneuvelden uit de Eerste Wereldoorlog, gelegen in de Franse gemeente Démuin (Somme). De begraafplaats werd ontworpen door George Goldsmith en ligt langs de weg van Démuin naar Villers-Bretonneux op 700 m ten noorden van het dorpscentrum (Église Saint-Ouen). Deze kleine begraafplaats heeft een trapeziumvormig grondplan met een oppervlakte van 210 m² en wordt omsloten door een muur bestaande uit gekloven keien afgedekt met blokken breuksteen. Het Cross of Sacrifice staat in de noordwestelijke hoek. De toegang bestaat uit een metalen hekje. De begraafplaats wordt onderhouden door de Commonwealth War Graves Commission.
Er liggen 43 slachtoffers begraven waaronder 2 niet geïdentificeerde.

## Geschiedenis
Het dorp was bijna de hele oorlog in handen van de Commonwealth-troepen maar werd door de Duitsers tijdens hun lenteoffensief op 30 maart 1918 veroverd, direct daarna opnieuw veroverd door de Britten en 's anderendaags de 31e weer uit handen gegeven. Op 8 augustus 1918 werd het dorp definitief heroverd door het 58th Canadian Battalion. De begraafplaats werd diezelfde maand aangelegd door het 3rd Canadian Battalion. 
Behalve 1 Britse onderluitenant van het Tank Corps zijn alle slachtoffers Canadezen waarvan er niet minder dan 35 tot de Canadian Infantry behoorden. 

## Onderscheiden militairen
- G. Hemstock, korporaal bij de Canadian Infantry werd onderscheiden met de Distinguished Conduct Medal (DCM).
- de soldaten George Firth Paul en Thomas Alfred Stamp en de sergeant N.F. Mairs, allen van de Canadian Infantry werden onderscheiden met de Military Medal (MM), laatstgenoemde ontving deze onderscheiding tweemaal (MM and Bar).